# 이라크 대통령
이 문서는 1958년 이래 이라크의 대통령 목록이다.

## 목록
| #                              | 이름                                 | 이미지 | 생몰연도        | 취임             | 퇴임                           | 정당                    |
| ------------------------------ | ------------------------------------ | ------ | --------------- | ---------------- | ------------------------------ | ----------------------- |
| 이라크 공화국 (1958-2003)      |                                      |        |                 |                  |                                |                         |
| 1                              | 무하마드 나지브 아르루바이           |        | 1904년 - 1983년 | 1958년 7월 14일  | 1963년 2월 8일 (축출)          | 군인                    |
| 2                              | 압둘 살람 아리프                     |        | 1921년 - 1966년 | 1963년 2월 8일   | 1966년 4월 13일 (재임 중 사망) | 군인/아랍 사회주의 동맹 |
| -                              | 압드 알아르라만 알바자즈 (권한 대행) |        | 1913년 - 1973년 | 1966년 4월 13일  | 1966년 4월 16일                | 군인/아랍 사회주의 동맹 |
| 3                              | 압둘 라만 아리프                     |        | 1916년 - 2007년 | 1966년 4월 16일  | 1968년 7월 17일 (축출)         | 군인/아랍 사회주의 동맹 |
| 4                              | 아메드 하산 알바크르                 |        | 1914년 - 1982년 | 1968년 7월 17일  | 1979년 7월 16일 (사임)         | 군인/바트당             |
| 5                              | 사담 후세인                          |        | 1937년 - 2006년 | 1979년 7월 16일  | 2003년 4월 9일                 | 바트당                  |
| 2003년 이라크 침공 (2003-2004) |                                      |        |                 |                  |                                |                         |
| -                              | 연합 과도 행정처                     |        | -               | 2003년 4월 21일  | 2004년 6월 28일                | -                       |
| 1                              | 제이 가너                            |        | 1938년 -        | 2003년 4월 21일  | 2003년 5월 12일                | -                       |
| 2                              | 폴 브레머                            |        | 1941년 -        | 2003년 5월 12일  | 2004년 6월 28일                | -                       |
| 이라크 공화국 (2004-현재)      |                                      |        |                 |                  |                                |                         |
| -                              | 가지 아질 알야와르 (권한 대행)       |        | 1958년 -        | 2004년 6월 28일  | 2005년 4월 7일                 | 이라크인                |
| 6                              | 잘랄 탈라바니                        |        | 1933년 - 2017년 | 2005년 4월 7일   | 2014년 7월 24일                | 쿠르디스탄 애국 동맹    |
| 7                              | 푸아드 마아숨                        |        | 1938년 -        | 2014년 7월 24일  | 2018년 10월 2일                | 쿠르디스탄 애국 동맹    |
| 8                              | 바르함 살리흐                        |        | 1960년 -        | 2018년 10월 2일  | 2022년 10월 17일               | 쿠르디스탄 애국 동맹    |
| 9                              | 압둘 라티프 라시드                   |        | 1944년 -        | 2022년 10월 17일 | 현재                           | 쿠르디스탄 애국 동맹    |

## 같이 보기
- 이라크의 총리
- 이라크의 국왕 목록